# IC 1385
IC 1385 ist eine Spiralgalaxie mit aktivem Galaxienkern vom Hubble-Typ Sbc im Sternbild Aquarius auf der Ekliptik. Sie ist schätzungsweise 705 Millionen Lichtjahre von der Milchstraße entfernt und hat einen Durchmesser von etwa 85.000 Lichtjahren.
Im selben Himmelsareal befinden sich u. a. die Galaxien IC 1381, IC 1383, IC 1384, IC 1387.
Das Objekt wurde am 6. November 1891 von Stéphane Javelle entdeckt.